# سيدني وايت (فلم)
سيدني وايت والمعروف أيضاً باسم سيدني وايت والسبع حمقي هوفيلم كوميدي، ظهر في عام 2007 . بطولة أماندا بينز، سارة باكستون ومات لوجون . يستند الفيلم إلي قصة بياض الثلج والأقزام السبعة .

## حبكة القصة
سيدني وايت (أماندا بينز) هي ابنة السباك بول وايت (جون شنايدر) . مات والدتها التي كانت عضوة بمُنظمة كابا عندما كانت سيدني لاتزال صغيرة . ذهبت لتدرس في جامعة SAU لتتبع خُطي والدتها ولتنضم إلي منظمة كابا التي التحقت بها والدتها من قبل. هناك قابلت ديميتريا روزميد هوتشكيس (كريستال هانت) المعروفة بدينكي وهي عضو مقُبلة في كابا . وأصبحت الاثنتان أصدقاء.
عند ذهابها إلي النوم قابلت الأمير تايلر (مات لونج) رئيس نادي الأخوة والصديق القديم لراشيل ويتشبرن (سارة باكستون) رئيسة نادي كابا . وتتابع سارة دائماً علي موقع الجامعة تصويت علي الفتاة الأكثر إثارة بالجامعة، وكانت دائما تحتل المركز الأول.
وبوجود والدة سيدني ووالدة دينكي في النادي النسائي كابا من قبل ؛ أصبح من حق سيدني ودينكي أن يكونوا عضوات بكابا تنفيذاً لقانون التوريث. كانت سيدني تُعلم باقي الفتيات بكابا علي تحدي الأمور الصعبة والقيام بمشاريع صعبة وأن لا يلتزموا بالقوانين التي وضعتها رايتشل بخصوص الطعام وخفض وزنهم وما خلافه .
كانت شخصية سيدني فريدة من نوعها ونجحت في جزب الفتيات صديقاتها إليها وهو ما أثار غيرة رايتشل ورأتها لا تستحق أن تكون عضوة بكابا . كانت من ضمن القوانين للالتحاق بكابا : الخضوع لبعض الاختبارات ليتم قبولهن .
أولي تلك الاختبارات كانت إيقاظ الفتيات الجدد ليلاً وإعطائهن مُهلة من الوقت للخروج والإتيان بفتي يقضي معها الليلة بمطعم . خرجت سيدني ووجدت ليني (جاك كاربنتر) ، اصطحبته معها إلي العشاء . لم يليق الفتي إعجاب رايتشل وطلبت من سيدني هجره في الحال وبطريقة غير لائقة لكي تلتحق بكابا. اضطرت سيدني إلي تنفيذ الأمر وهربت هي وصديقاتها من المطعم وجعلت ليني يقوم بالدفع بدلاً عنهم جميعاً.
فشلت سيدني في الالتحاق بكابا ورفضت رايتشل أن تصبح سيدني عضوة مُبررة بذلك أن سيدني كذبت عن خلفيتها وأن والدها سباك، وأن سيدني كذبت في مسابقة الالتحاق وهي لا تستحق أن تصبح عضوة بكابا، وصبحت سيدني خارجاً في الشارع، أمام منزل الفوتريكس حيث يسكن سبع حمقي في أعين شباب الجامعة وهو منزل يضُم من ليس له نادي يلتحق به، وكان من ضمن السبع فتيان ليني الفتي الذي أزلته سيدني في اختبارها للالتحاق بكابا .
كان السبع فتيان هم: ليني (جاك كاربنتر) ، وتيرنس (جيرمي هوارد) الأكثر ذكاءً من بينهم، وجيرمي (آدم هيندرشوت) وهو فتي خجول يستخدم دميته للتحدث بدلاً عنه، وجيركن (داني سترونج) الخبير بالإنترنت، وسبانكي (سام ليفين) الفتي الذي ليس لديه خبرة مع الفتيات، وجورج (آرني بانتوجا) الفتي الذي كازال يعتقد ويصدق بوجود سانتا كلوزولا يعرف كيف يربط عقدة، وإمبيلي (دونتي بونر) الفتي التبادل النيجيري وهو فتي ذكي جداً ولكن ينام كثيراً ؛ حيث أنه لديه مشكلة بالنوم بسبب اخلاف التوقيت بين البلدين . وبالمُصادفة كان منزل الفورتيكس هو احدي المشاريع التي تخطط لها رايتشل، حيث تخطط هدمه وإقامة مركز فاخر يخدم عضوات النوادي النسائية والأخوية اليونانية، وهو ما كان يعارضه تايلور.
ترتبط سيدني عاطفياً بتايلور وفوجئت بعد ذلك بالمشروع التي تُخطط له رايتشل، وفي نفس الوقت تقرر سيدني دخول الانتخابات أما رايتشل التي كانت رئيسة مجلس الطلاب، وتتقدم سيدني بأوراق ترشحها هي وأصدقائها السبعة وتُرشح للرئاسة تيرنس . في نفس الوقت تحتل سيدني المركز الأول علي موقع الجامعة في أكثر الفتيات إثارة وتقرر رايتشل الانتقام من سيدني. وحصلت رايتشل علي أمر بهدم منزل الفورتكس حيث أنه غير صالح للسكن .
يتم اكتشاف أن تيرنس قد أنهي دراسته منذ سبع سنوات ولا يصلح للترشح، فتصبح سيدني مكانه للترشح علي رئاسة مجلس الطلاب . كانت رايتشل تدعم فكرة نُخبة الطلبة وأن ليس كل الطلاب متساوون، أما سيدني فكانت علي النقيض تُدعم تساوي الطلبة جميعاً والاختلاط بينهم . فازت سيدني في النهاية برئاسة مجلس الطلاب حيث استطاعت جمع كل الأصوات معها وأحبها جميع طلاب الجامعة . وثار عضوات الكابا ضد رايتشل بقيادة دينكي وأقالوا رايتشل من رئاسة النادي وسحبوا منها عضويتها بكابا حيث أنها خلفت سياسات كابا ولم تعمل إلا علي مصالحها الشخصية . وقامت سيدني بترميم منزل الفورتكس .

## فريق العمل
- 'أماندا بينز': سيدني وايت [2]
- 'سارة باكستون': رايتشل ويتشبرن
- مات لونج : الأمير تايلور
- جاك كاربنتر':' ليني
- جيرمي هوارد : تيرنس
- آدم هيندرشوت: جيرمي
- داني سترونج: جيرمي
- سام ليفين':' سبانكي
- آرني بانتوجا: جورج
- دونتي بونر: إمبيلي
- جون شنايدر: بول وايت
- كريستال هانت: ديميتريا روزميد هوتشكيس، المعروفة بدينكي
- بريان باترك كلارك : الأستاذ كارلتون

## وصلات خارجية
- مقالات تستعمل روابط فنية بلا صلة مع ويكي بيانات

- فيلم سيدني وايت على يوتيوب